# Museo de Arqueología del Tirol del Sur
El Museo de Arqueología del Alto Adigio o Museo de Arqueología del Tirol del Sur es un museo arqueológico situado en la  ciudad de Bolzano (Italia), es conocido principalmente por albergar la momia de Ötzi (el hombre de los hielos). El museo recibe a muchos visitantes durante todo el año y es uno de los primeros de su tipo en Italia.
El edificio que ocupa la institución fue un antiguo banco. El museo se creó en 1998 específicamente para albergar a la momia de Ötzi y sus pertenencias, en la actualidad acoge también otras exposiciones.
El cuerpo de Ötzi se mantiene en una cámara climatizada controlada a una temperatura de 6 grados celsius y 98% de humedad, reproduciendo las condiciones del glaciar en el que se encontró la momia.